# Mansión
Mansión è un distretto della Costa Rica facente parte del cantone di Nicoya, nella provincia di Guanacaste.